# ザ・ロード・トゥ・ユー
『ザ・ロード・トゥ・ユー - ライヴ・イン・ヨーロッパ』（The Road to You: Recorded  Live in Europe）は、1993年に発表された、パット・メセニー・グループのライブ・アルバム。
ゲフィン・レコードに移っての第3弾。ライブ・アルバムは『トラヴェルズ』以来、10年ぶりの発表である。アメリカのBillboard 200では170位、『ビルボード』のコンテンポラリー・ジャズ・アルバム・チャートでは4位に達した。第36回グラミー賞で最優秀コンテンポラリー・ジャズ・パフォーマンス賞を受賞。
2006年には現在所属しているノンサッチ・レコードよりリマスター盤が発売されている。

## トラック・リスト
| 全作曲: パット・メセニー *印はパット・メセニー、ライル・メイズ。 |                                                                          |           |                                                         |      |       |
| #                                                                | タイトル                                                                 | 作詞      | 作曲・編曲                                              | 注釈 | 時間  |
| 1.                                                               | 「ハヴ・ユー・ハード - "Have You Heard"」                                |           | パット・メセニー *印はパット・メセニー、 ライル・メイズ |      | 6:48  |
| 2.                                                               | 「ファースト・サークル - "First Circle" *」                              |           | パット・メセニー *印はパット・メセニー、 ライル・メイズ |      | 9:03  |
| 3.                                                               | 「ザ・ロード・トゥ・ユー - "The Road to You"」                           |           | パット・メセニー *印はパット・メセニー、 ライル・メイズ |      | 5:45  |
| 4.                                                               | 「ハーフ・ライフ・オブ・アブソルーション - "Half Life of Absolution" *」 |           | パット・メセニー *印はパット・メセニー、 ライル・メイズ |      | 15:19 |
| 5.                                                               | 「ラスト・トレイン・ホーム - "Last Train Home"」                         |           | パット・メセニー *印はパット・メセニー、 ライル・メイズ |      | 5:10  |
| 6.                                                               | 「ベター・デイズ・アヘッド - "Better Days Ahead"」                       |           | パット・メセニー *印はパット・メセニー、 ライル・メイズ |      | 5:12  |
| 7.                                                               | 「ネイキッド・ムーン - "Naked Moon"」                                    |           | パット・メセニー *印はパット・メセニー、 ライル・メイズ |      | 5:30  |
| 8.                                                               | 「ビート70 - "Beat 70" *」                                               |           | パット・メセニー *印はパット・メセニー、 ライル・メイズ |      | 5:06  |
| 9.                                                               | 「レター・フロム・ホーム - "Letter From Home"」                          |           | パット・メセニー *印はパット・メセニー、 ライル・メイズ |      | 2:33  |
| 10.                                                              | 「サード・ウィンド - "Third Wind" *」                                    |           | パット・メセニー *印はパット・メセニー、 ライル・メイズ |      | 9:50  |
| 11.                                                              | 「ソロ・フロム・“モア・トラヴェルズ” - "Solo from 'More Travels'"」      |           | パット・メセニー *印はパット・メセニー、 ライル・メイズ |      | 3:40  |
| 合計時間:                                                        | 合計時間:                                                                | 合計時間: | 70:12                                                   |      |       |

## 参加ミュージシャン
- パット・メセニー (Pat Metheny) - ギター、ギターシンセサイザー
- ライル・メイズ (Lyle Mays) - ピアノ、キーボード
- スティーヴ・ロドビー (Steve Rodby) - アコースティック・ベース、エレクトリック・ベース
- ポール・ワーティコ (Paul Wertico) - ドラムス、パーカッション
- ペドロ・アスナール (Pedro Aznar) - ボーカル、アコースティック・ギター、パーカッション、サックス、スティール・ドラム、ヴァイブ、マリンバ、鍵盤ハーモニカ
- アーマンド・マーサル (Armando Marçal) - パーカッション、ティンバレス、コンガ、ボーカル